# Det Sikkerheds- og Nedrustningspolitiske Udvalg
Det Sikkerheds- og Nedrustningspolitiske Udvalg, kaldet (SNU), blev nedsat af Anker Jørgensens fjerde regering i 1980 med det angivelige formål at styrke den danske forskning i sikkerhedspolitiske spørgsmål og styrke den offentlige debat om nedrustnings- og skikkerhedsspørgsmål. Udvalget virkede således, da Den første Schlüter-regering ("Firkløverregeringen") af Folketingets flertal blev pålagt at tage afstand fra væsentlige NATO-beslutninger, herunder især den kontroversielle Dobbeltbeslutning. Også i debatten om Norden som Atomvåbenfri Zone var udvalget involveret. Efter den kolde krigs afslutning ændredes den sikkerhedspolitiske dagsorden og udvalget blev nedlagt i 1995 og sammenlagt med Dansk Udenrigspolitisk Institut.
Udvalgets medlemmer blev udpeget for en treårig periode med virkning fra januar 1981. Pressen blev repræsenteret med tre journalister. Udenrigsminister Uffe Ellemann-Jensen (V) udskiftede i december 1983 flere medlemmer af SNU og nedlagde pressens repræsentation i udvalget.
1981-82 var cand.scient.pol., lektor Ib Faurby SNU's første sekretariatschef, og han blev efterfulgt af Svend Aage Christensen.
Også Politikens senere chefredaktør Tøger Seidenfaden var ansat i sekretariatet (1984-85).
Ifølge tidligere PET-chef Ole Stig Andersen var ét af udvalgets medlemmer, Jørgen Dragsdahl, påvirkningsagent for KGB og den direkte anledning til, at klassificeret materiale blev hemmeligholdt for medlemmerne af SNU, mens Dragsdahl deltog i SNU's møder.

## Medlemmer
Blandt medlemmerne har været:

Denne liste er ufuldstændig; hjælp gerne med at udfylde den.
- 1981-1983: Michael H. Clemmesen, major (medlem af formandskabet 1981-83)[4]
- 1981-1983: Jørgen Dragsdahl, journalist
- 1981-1983: Gustav Skjold Mellbin, ambassadør (formand 1981-83)
- 1981-1989: Jens Thomsen, nationalbankdirektør
- 1981-1994: Henning Gottlieb, kommitteret (formand 1988-94)[5]
- 1981-1995: Bertel Heurlin, professor (medlem af formandskabet)
- 1981-1995: Bent Jensen, professor
- 1981-1995: Nikolaj Petersen, professor (medlem af formandskabet 1985-95)
- 1982-1995: Peter Duetoft, folketingsmedlem
- 1984-1986: Steen Søndergaard Jensen, major (medlem af formandskabet)
- 1986-1995: Birthe Rønn Hornbech, folketingsmedlem
- 1988-1989: Tom Behnke, folketingsmedlem[6]
- 1990-1995: Henrik Fugmann, kontorchef
- 1991-1994: Niels Ahlmann-Ohlsen, folketingsmedlem
- 1993-1995: Søren Mørch, professor
- 1994-1995: Henning Gjellerod, folketingsmedlem (næstformand)
- 1994-1995: Niels-Jørgen Nehring, (formand 1994-95)

Årstal mangler:
- ?: Morten Kelstrup, professor
- ?: Mette Skak, lektor
- ?: Per Breindahl, journalist